# L'Île des rayons de la mort
Pour plus de détails, voir Fiche technique et Distribution.
L'Île des rayons de la mort (The Fighting Marines) est un  film américain en noir et blanc de B. Reeves Eason et Joseph Kane, sorti en 1935.
Il s'agit du dernier film à épisodes (douze) produit par les studios Mascot Pictures, spécialistes du genre.

## Synopsis
Lorsque le Corps des Marines des États-Unis commence à construire une piste d'atterrissage sur l'île Halfway, dans l'océan Pacifique, il est une menace pour le repaire secret du méchant mystérieux masqué « The Tiger Shark », qui se met à saboter leur travail. Le sergent Schiller est enlevé après avoir développé un gyrocompas qui pourrait localiser l'emplacement du repaire. Le caporal Lawrence et le sergent McGowan tentent de le sauver et d'arrêter définitivement le Tiger Shark...

## Fiche technique
- Titre français : L'Île des rayons de la mort
- Titre original : The Fighting Marines
- Réalisation : B. Reeves Eason, Joseph Kane
- Scénario : Wallace MacDonald, Maurice Geraghty, Ray Trampe, Sherman L. Lowe, Barney A. Sarecky
- Producteur : Nat Levine, Barney A. Sarecky
- Société de production : Mascot Pictures
- Musique : Lee Zahler, J.S. Zamecnik
- Photographie : Jack A. Marta, William Nobles
- Montage : Richard Fantl
- Pays de production : États-Unis
- Genre : Film d'aventure
- Format : Noir et blanc - Aspect Ratio: 1.37:1 - Son : Mono (Western Electric Sound System)
- Durée : 216 minutes
- Dates de sortie : 
  - États-Unis : 23 novembre 1935
  - France : 29 décembre 1939

## Distribution
- Grant Withers : Corporal Larry Lawrence, fusilier marin
- Adrian Morris : Sergeant Mack McGowan, fusilier marin
- Ann Rutherford : Frances Schiller
- Robert Warwick : colonel W. R. Bennett, fusilier marin
- George J. Lewis : sergent William Schiller, , fusilier marin enlevé par « Tiger Shark »
- Patrick H. O'Malley, Jr. : captaine Grayson
- Victor Potel : Fake chef indien, l'un des acolyte de « Tiger Shark »
- Jason Robards Sr. : Kota
- Warner Richmond : Metcalf, l'un des acolyte de « Tiger Shark »
- Robert Frazer : H. R. Douglas
- J. Frank Glendon : M. J. Buchanan
- Donald Reed : Pedro, l'un des acolyte de « Tiger Shark »
- Max Wagner : Gibson, l'un des acolyte de « Tiger Shark »
- Richard Alexander : Ivan, l'un des acolyte de « Tiger Shark »
- Tom London : Miller, l'un des acolyte de « Tiger Shark »

## Titres des épisodes
1. Human Targets
2. Isle of Missing Men
3. The Savage Horde
4. The Mark of the Tiger Shark
5. The Gauntlet of Grief
6. Robber's Roost
7. Jungle Terrors
8. Siege of Halfway Island
9. Death from the Sky
10. Wheels of Destruction
11. Behind the Mask
12. Two Against the Horde